# Lucy's Heart
Lucy's Heart is een Australische korte film uit 2005, geregisseerd door Dan Andrews en geproduceerd door Marisa Martin en Matthew Fallon. De film is in 2006 vertoond op het Seasons Summer filmfestival in ACT, Australië. De film heeft een speelduur van ongeveer twaalf minuten en is uitgegeven door Enemies of Reality.
In de film wordt niet gesproken. Een verteller (James Inabinet) vertelt het verhaal. Het enige geluid dat een personage maakt, is een poging tot het zingen van een hoge noot door Lucy tijdens de audities voor Pearl Harbour: the Musical (fictief).
Niet te verwarren met de Britse korte film Lucy's Heart (2009) van LISPA-studente Laura Glagett.

## Samenvatting
Lucy droomt ervan om beroemd te worden. Helaas heeft ze geen enkel talent. Ze besluit om mee te doen aan de jaarlijkse Spring Blossom Princess-schoonheidswedstrijd en probeert haar kansen te vergroten door met het enige jurylid het bed te delen. Helaas worden ze betrapt door de vrouw van het jurylid en maakt Lucy geen schijn van kans meer om te winnen.
Ze besluit dan maar om zelf naar de grote stad te gaan en aan te kloppen bij ieder modellenbureau dat ze kan vinden. Helaas wordt ze door werkelijk iedere talentenscout maar voor één ding gebruikt en lukt het haar niet om beroemd te worden. Ze trouwt met Brian, die haar verlaat om in het communistische Rusland te gaan wonen (en er vervolgens achter te komen dat de Sovjet Unie al vijftien jaar niet meer bestaat) en blijft teleurgesteld achter met haar zoon uit dat huwelijk.
Totdat ze Harry Connor ontmoet, een schrijver van Christelijke licht erotische romans. Ze worden verliefd, trouwen en Harry adopteert haar zoontje uit een eerder huwelijk. Lucy ontdekt eindelijk haar talent: schrijven. Ze wordt zelfs uitgenodigd om op televisie te komen praten over haar boek, maar ze realiseert zich dat ze in haar liefde voor Harry en haar zoon heeft bereikt wat ze eigenlijk wilde: geliefd te zijn.

## Rolverdeling
- Perpetua Kish - Lucy
- James Inabinet - Verteller/Ivan Thompson
- Jeremy Just - Todd Fisher
- Nathan Bayliss - Brian Hooper
- Raoul Craemer - Harry Conner
- Mike Moore - Roger Brown
- Olivia Harkin - Mrs Brown (Roger's vrouw)
- Kate Avery[3] (als Katie Methorst[1]) - Rachel Brown
- Karenza Stevens - Jean
- Roger Beckmann - Talentenscout
- Margie Sainsbury - Regisseur "Pearl Harbour: the Musical"
- Christine Foudoulis - Bambi
- Helen Brown - Estelle
- John Rogers - Mr Tony
- Chantelle Connelly - Blond Model
- Erin Molan - Felicity Stevens
- Georgie Hall - Scholiere
- Monique Laria - Scholiere
- Llewela Griffiths - Scholiere
- Clare Hanrahan - Scholiere
- Keiron Hart - Scholier
- Layton Mills - Scholier
- Jared Ellis - Scholier
- Dan Andrew - Vieze man
- Mimi Dyall - Dansleraar
- Paul Martin - Bouncer
- Clare Martin - Model op cover tijdschrift
- Mark Dawson - Model op cover tijdschrift
- Alice Heikkonen - Nachtclubbezoeker
- Daniella Jukic - Nachtclubbezoeker
- Marina Grgic - Nachtclubbezoeker
- Angela McKey - Nachtclubbezoeker
- Christina Lee - Nachtclubbezoeker
- Branka - Nachtclubbezoeker